# 小野眞一
小野 眞一（おの しんいち、1974年1月28日 - ）は、日本のギタリスト、DJ。静岡県出身、血液型AB型。愛称は「小野ちゃん」。

## 人物
バンド「フィッシュバスケット」のギターボーカルにして、「100s」、「shortcut miffy!」、「tae」、「bathbeer」、「ペン・0のサイン」、「film son tango」のギタリスト。カバーバンドでも活動しており、Hasta La Vista Babies、PENPALSのkinya、babamaniaのdaigo、中尾憲太郎らと「からくちくん」というパンクカバーバンドで2回ほどライブを行ったほか、2014年からは「ウイルスセッション」というカバーバンドにも参加した。
イベント等ではDJも披露するほか、ゲームやアニメにも造詣が深く、活動は多岐に渡る。

## 来歴
2歳から14歳頃までピアノを習っていたが、15歳頃からベース、16歳頃からギターを始める。THE BLUE HEARTSを聴いて影響されたのがきっかけであったという。19歳の時、池袋のバー、マダムカラスにてはじめてのDJを行う。
2000年、「shortcut miffy!」のメンバーとしてメジャーデビューするが、バンドはその翌年に解散。
2001年、ROCK IN JAPAN FESTIVAL 2001 において、シンガーソングライターの中村一義のステージにサポートメンバーとして参加。そのバックバンドで「100s」を結成する。同年秋、解散した「shortcut miffy!」のボーカル・沼倉隆史とバンド「tae」を結成。
2004年、「100s」が本格的に活動を開始する。
2011年、taeを脱退。同年、babamaniaのyujinとバンド「bathbeer」を、mooolsの酒井泰明とバンド「ペン・0のサイン」を結成。
2013年、100sの山口寛雄、babamaniaのyujin、ayano、miiinaらと「film son tango」を結成。渋谷のバーedge endの18周年のイベントにてデビューライブを行った。同年、フィッシュバスケットが結成20年を迎える。

## ディスコグラフィー

### フィッシュバスケット
- ルナチック (1998年、カセットテープでの発売。現在廃盤。)
- DRAGON SUMMER (2001年3月1日)
- 天界の宴 (2005年7月5日）
- 世界少女（2013年3月6日）bathbeerプロデュース。ジャケットデザインは現bathbeerメンバーでもあるyui maki。

### tae
- 君を探す (ミニアルバム、2003年10月29日)
- 海風と君のこと (ミニアルバム、2004年8月8日)
- いま詳しくは僕にも判らない (アルバム、2005年9月7日)
- ロックミュージック (アルバム、2007年11月21日)